# Codex colonial
Pour les articles homonymes, voir Codex (homonymie).
Un codex colonial est un codex mésoaméricain élaboré pendant la colonisation espagnole de l'Amérique et donc pourvu d'éléments graphiques ou scripturaux européens, contrairement aux codex préhispaniques. Un codex colonial est également appelé codex postcortésien, c'est-à-dire postérieurs à la conquête de l'Empire aztèque par Hernán Cortés, en opposition aux codex précortésiens.
Les lettrés indiens ou les chroniqueurs comme Fernando Alvarado Tezozómoc, Chimalpahin Cuauhtlehuanitzin et Fernando de Alva Cortés Ixtlilxochitl des XVIe et XVIIe siècles savent encore lire les anciens codex et en composer de nouveaux utilisant l'écriture espagnole. Pour l'historien français Serge Gruzinski, ils sont le témoignage le plus parlant de la renaissance culturelle aztèque et de la « fusion réussie » entre les deux cultures. Un temps toléré voire utilisé, ce type de codex est finalement combattu par l'Église et finit par ne plus être produit ; la majorité seront détruits par l'Inquisition américaine (es). 